# Mathurin Régnier
Mathurin Régnier, född 21 december 1573 Chartres, död 22 oktober 1613 i Rouen, var en fransk satiriker. 

## Biografi
Régnier uppfostrades till präst, men kände ingen kallelse, utan följde i stället år 1593 de franska ambassadörerna, kardinal de Joyeuse och hertigen av Béthune, till Rom, där han stannade till år 1605. Trots utmärkta relationer nådde han aldrig till någon högre post; hans karaktär var för självständig och sättet för grovt, och han förde ett utsvävande liv, så att han dog redan vid 40 års ålder. 
Régnier har inte skrivit mycket, men det han skrivit är av värde och betydelse. Han är nämligen grundläggaren av satiren i Frankrike såsom en särskild diktart efter klassiskt mönster (Horatius, Juvenalis). Delvis hade han uppmuntrats därtill genom studier av italienska författare såsom Aretino och Berni, vilka han studerat under sin långa vistelse i Italien. 
Hans livliga temperament och stora världserfarenhet gav emellertid hans diktning originalitet. Boileau ger honom det vitsordet, att före Molière hade ingen tecknat människornas seder och karaktärer som han. Hans satir är godmodig, fast våldsam och ofta grovkornig; den uppbäres aldrig av någon indignation, inte heller av någon fast världsåskådning, och den är aldrig riktad mot enskilda personer, utan tecknar allmänna typer såsom pedanten, parasiten och så vidare. Som hans mästerverk betraktas trettonde satiren (utgiven av Ferdinand Brunot år 1900), i vilken skildras den gamla kopplerskan Macette: det bästa porträttet av hyckleriet i fransk litteratur före Moliéres Tartuffe. Berömd är också nionde satiren, som är ställd till Nicolas Rapin, i vilken han häftigt angriper Malherbe och dennes skola. 
Régniers stil och uppfattningssätt gör honom också till en av renässansens sista författare. För Malherbes och den nya skolans korrekta väsen hade han däremot inget till övers. Förutom satirerna har han också skrivit några andra dikter (epigram, sonetter, psalmer). Under hans livstid utgavs endast en samling av hans dikter år 1608, något tillökad de följande åren. Sedan följde många upplagor av den populäre författaren, vilka dock ofta tillskriver honom dikter, som ej är av honom. De viktigaste upplagorna är av Viollet-le-Duc (1822 och 1853), Poitevin (1860) och Courbet (1869 och 1875) och Vers inédits de Mathurin Régnier (i Revue d’histoire littéraire, 1894).